# 拉姆福德 (缅因州)
拉姆福德（英語：Rumford）是位于美国缅因州牛津县的一座城镇，人口6,472（2000年）。
美国前国务卿埃德蒙·马斯基出生于该地。